# Космос 1267
Kосмос 1267 е безпилотен космически кораб от типа „TСK“, втори от серията и първи по посока на съветската орбитална станция Салют-6. Той е част от експериментите за разширяване на научното пространство на станцията.

## Характеристика
Корабът е с тегло около 19 тона и е разработен за снабдяване на космическите станции. Разчетен е и за превоз на хора, но това не е осъществявано практически. Състои се от функционално-товарен блок и възвръщаем апарат.

## Полет
Корабът стартира на 25 април 1981 г. с помощта на ракетата-носител Протон от космодрума Байконур. Следва автономен полет с продължителност 57 денонощия и се скачва със станцията на 19 юни и летят заедно до 29 юли 1982 г. Тогава е извършен контролиран спуск от космоса на целия комплекс Салют-6 – Космос-1267 в плътните слоеве на атмосферата над Тихия океан. На 24 май 1982 г. става отделянето на възвръщаемия апарат на модула, който каца около 2 денонощия по-късно на територията на СССР.

## Мисия
Реално корабът не е използван от космонавти, защото последният екипаж е напуснал станцията почти 1 месец по-рано. Но дори и така това е важен тест по пътя за осъществяване на модулните орбитални космически станции. Освен проверката на летателните характеристики на кораба се доказва, че големите модули могат да бъдат автоматично скачени един към друг. Освен механична връзка се осъществява и връзка между електрическите системи на обектите. Чрез двигателите на Космос 1267 се прави и корекция на орбитата на комплекса, маневриране и контрол от Земята. Единствено не може да се направи обмен на гориво, тъй като предния скачващ възел на станцията Салют-6 не е оборудван с необходимите горивни линии.